# Nascar Winston Cup Series 1988
Nascar Winston Cup Series 1988 var den 40:e upplagan av den främsta divisionen av professionell stockcarracing i USA sanktionerad av National Association for Stock Car Auto Racing.
Säsongen bestod av 29 race och inleddes på Daytona International Speedway med uppvisningsloppen Busch Clash 7 februari och Twin 125 Qualifiers 11 februari, vilket även var slutkval till den 30:e upplagan av Daytona 500. Säsongen avslutades 20 november på Atlanta International Raceway med Atlanta Journal 500.  Serien vanns av Bill Elliott, vilket var hans första och enda mästerskapstitel.

## Tävlingskalender
| Nr | Officiellt namn              | Bana                                                        | Datum        |
| -- | ---------------------------- | ----------------------------------------------------------- | ------------ |
| U  | Busch Clash                  | Daytona International Speedway, Daytona Beach, Florida      | 7 februari   |
| KV | Twin 125 Qualifiers          | Daytona International Speedway, Daytona Beach, Florida      | 11 februari  |
| 1  | Daytona 500                  | Daytona International Speedway, Daytona Beach, Florida      | 14 februari  |
| 2  | Pontiac Excitement 400       | Richmond Fairgrounds Raceway, Richmond, Virginia            | 21 februari  |
| U  | Goodyear Nascar 500          | Calder Park Thunderdome, Melbourne, Australien              | 28 februari  |
| 3  | Goodwrench 500               | North Carolina Motor Speedway, Rockingham, North Carolina   | 6 mars       |
| 4  | Motorcraft Quality Parts 500 | Atlanta International Raceway, Hampton, Georgia             | 20 mars      |
| 5  | Transouth 500                | Darlington Raceway, Darlington, South Carolina              | 27 mars      |
| 6  | Valleydale Meats 500         | Bristol International Raceway, Bristol, Tennessee           | 10 april     |
| 7  | First Union 400              | North Wilkesboro Speedway, North Wilkesboro, North Carolina | 17 april     |
| 8  | Pannill Sweatshirts 500      | Martinsville Speedway, Ridgeway, Virginia                   | 24 april     |
| 9  | Winston 500                  | Alabama International Motor Speedway, Talladega, Alabama    | 1 maj        |
| U  | Winston Open                 | Charlotte Motor Speedway, Concord, North Carolina           | 22 maj       |
| U  | The Winston                  | Charlotte Motor Speedway, Concord, North Carolina           | 22 maj       |
| 10 | Coca-Cola 600                | Charlotte Motor Speedway, Concord, North Carolina           | 29 maj       |
| 11 | Budweiser 500                | Dover Downs International Speedway, Dover, Delaware         | 5 juni       |
| 12 | Budweiser 400                | Riverside International Raceway, Riverside, Kalifornien     | 12 juni      |
| 13 | Miller High Life 500         | Pocono International Raceway, Long Pond, Pennsylvania       | 19 juni      |
| 14 | Miller High Life 400         | Michigan International Speedway, Brooklyn, Michigan         | 26 juni      |
| 15 | Pepsi Firecracker 400        | Daytona International Speedway, Daytona Beach, Florida      | 2 juli       |
| 16 | AC Spark Plug 500            | Pocono International Raceway, Long Pond, Pennsylvania       | 24 juli      |
| 17 | Talladega DieHard 500        | Alabama International Motor Speedway, Talladega, Alabama    | 31 juli      |
| 18 | Budweiser at The Glen        | Watkins Glen International, Watkins Glen, New York          | 14 augusti   |
| 19 | Champion Spark Plug 400      | Michigan International Speedway, Brooklyn, Michigan         | 21 augusti   |
| 20 | Busch 500                    | Bristol International Raceway, Bristol, Tennessee           | 27 augusti   |
| 21 | Southern 500                 | Darlington Raceway, Darlington, South Carolina              | 4 september  |
| 22 | Miller High Life 400         | Richmond Fairgrounds Raceway, Richmond, Virginia            | 11 september |
| 23 | Delaware 500                 | Dover Downs International Speedway, Dover, Delaware         | 18 september |
| 24 | Goody's 500                  | Martinsville Speedway, Ridgeway, Virginia                   | 25 september |
| 25 | Oakwood Homes 500            | Charlotte Motor Speedway, Concord, North Carolina           | 9 oktober    |
| 26 | Holly Farms 400              | North Wilkesboro Speedway, North Wilkesboro, North Carolina | 16 oktober   |
| 27 | AC Delco 500                 | North Carolina Motor Speedway, Rockingham, North Carolina   | 23 oktober   |
| 28 | Checker 500                  | Phoenix International Raceway, Phoenix, Arixona             | 6 november   |
| 29 | Atlanta Journal 500          | Atlanta International Raceway, Hampton, Georgia             | 20 november  |

## Resultat
| Nr | Tävling                      | Pole position   | Flest ledda varv | Vinnare         | Team                        | Konstruktör | Rapport |
| -- | ---------------------------- | --------------- | ---------------- | --------------- | --------------------------- | ----------- | ------- |
| U  | Busch Clash                  | Geoff Bodine    | Dale Earnhardt   | Dale Earnhardt  | Richard Childress Racing    | Chevrolet   | Rapport |
| KV | Twin 125 1                   | Ken Schrader    | Bobby Allison    | Bobby Allison   | Stavola Brothers Racing     | Buick       | Rapport |
| KV | Twin 125 2                   | Davey Allison   | Darrell Waltrip  | Darrell Waltrip | Hendrick Motorsports        | Chevrolet   | Rapport |
| 1  | Daytona 500                  | Ken Schrader    | Bobby Allison    | Bobby Allison   | Stavola Brothers Racing     | Buick       | Rapport |
| 2  | Pontiac Excitement 400       | Morgan Shepherd | Dale Earnhardt   | Neil Bonnett    | RahMoc Enterprises          | Pontiac     | Rapport |
| U  | Goodyear Nascar 500          | Neil Bonnett    | i.u.             | Neil Bonnett    | RahMoc Enterprises          | Pontiac     | Rapport |
| 3  | Goodwrench 500               | Bill Elliott    | Neil Bonnett     | Neil Bonnett    | RahMoc Enterprises          | Pontiac     | Rapport |
| 4  | Motorcraft Quality Parts 500 | Geoff Bodine    | Dale Earnhardt   | Dale Earnhardt  | Richard Childress Racing    | Chevrolet   | Rapport |
| 5  | Transouth 500                | Ken Schrader    | Lake Speed       | Lake Speed      | Lake Speed Racing           | Oldsmobile  | Rapport |
| 6  | Valleydale Meats 500         | Rick Wilson     | Harry Gant       | Bill Elliott    | Melling Racing              | Ford        | Rapport |
| 7  | First Union 400              | Terry Labonte   | Dale Earnhardt   | Terry Labonte   | Junior Johnson & Associates | Chevrolet   | Rapport |
| 8  | Pannill Sweatshirts 500      | Ricky Rudd      | Dale Earnhardt   | Dale Earnhardt  | Richard Childress Racing    | Chevrolet   | Rapport |
| 9  | Winston 500                  | Davey Allison   | Geoff Bodine     | Phil Parsons    | Jackson Bros. Motorsports   | Oldsmobile  | Rapport |
| U  | Winston Open                 | Ken Schrader    | Brett Bodine     | Sterling Marlin | Hagan Enterprises           | Oldsmobile  | Rapport |
| U  | The Winston                  | Darrell Waltrip | Darrell Waltrip  | Terry Labonte   | Junior Johnson & Associates | Chevrolet   | Rapport |
| 10 | Coca-Cola 600                | Davey Allison   | Rick Wilson      | Darrell Waltrip | Hendrick Motorsports        | Chevrolet   | Rapport |
| 11 | Budweiser 500                | Alan Kulwicki   | Bill Elliott     | Bill Elliott    | Melling Racing              | Ford        | Rapport |
| 12 | Budweiser 400                | Ricky Rudd      | Rusty Wallace    | Rusty Wallace   | Blue Max Racing             | Pontiac     | Rapport |
| 13 | Miller High Life 500         | Alan Kulwicki   | Geoff Bodine     | Geoff Bodine    | Hendrick Motorsports        | Chevrolet   | Rapport |
| 14 | Miller High Life 400         | Bill Elliott    | Rusty Wallace    | Rusty Wallace   | Blue Max Racing             | Pontiac     | Rapport |
| 15 | Pepsi Firecracker 400        | Darrell Waltrip | Dale Earnhardt   | Bill Elliott    | Melling Racing              | Ford        | Rapport |
| 16 | AC Spark Plug 500            | Morgan Shepherd | Bill Elliott     | Bill Elliott    | Melling Racing              | Ford        | Rapport |
| 17 | Talladega Diehard 500        | Darrell Waltrip | Darrell Waltrip  | Ken Schrader    | Hendrick Motorsports        | Chevrolet   | Rapport |
| 18 | Budweiser at The Glen        | Geoff Bodine    | Bill Elliott     | Ricky Rudd      | King Racing                 | Buick       | Rapport |
| 19 | Champion Spark Plug 400      | Bill Elliott    | Rusty Wallace    | Davey Allison   | Ranier-Lundy Racing         | Ford        | Rapport |
| 20 | Busch 500                    | Alan Kulwicki   | Dale Earnhardt   | Dale Earnhardt  | Richard Childress Racing    | Chevrolet   | Rapport |
| 21 | Southern 500                 | Bill Elliott    | Bill Elliott     | Bill Elliott    | Melling Racing              | Ford        | Rapport |
| 22 | Miller High Life 400         | Davey Allison   | Davey Allison    | Davey Allison   | Ranier-Lundy Racing         | Ford        | Rapport |
| 23 | Delaware 500                 | Mark Martin     | Bill Elliott     | Bill Elliott    | Melling Racing              | Ford        | Rapport |
| 24 | Goody's 500                  | Rusty Wallace   | Ricky Rudd       | Darrell Waltrip | Hendrick Motorsports        | Chevrolet   | Rapport |
| 25 | Oakwood Homes 500            | Alan Kulwicki   | Dale Earnhardt   | Rusty Wallace   | Blue Max Racing             | Pontiac     | Rapport |
| 26 | Holly Farms 400              | Bill Elliott    | Ricky Rudd       | Rusty Wallace   | Blue Max Racing             | Pontiac     | Rapport |
| 27 | AC Delco 500                 | Bill Elliott    | Bill Elliott     | Rusty Wallace   | Blue Max Racing             | Pontiac     | Rapport |
| 28 | Checker 500                  | Geoff Bodine    | Ricky Rudd       | Alan Kulwicki   | Alan Kulwicki Racing        | Ford        | Rapport |
| 29 | Atlanta Journal 500          | Rusty Wallace   | Rusty Wallace    | Rusty Wallace   | Blue Max Racing             | Pontiac     | Rapport |